# Niemiry (powiat ostrowski)
Niemiry – wieś w Polsce położona w województwie mazowieckim, w powiecie ostrowskim, w gminie Zaręby Kościelne.
W skład sołectwa wchodzą trzy wsie: Niemiry, Stara Złotoria i Kańkowo-Piecki.
W latach 1975–1998 miejscowość należała administracyjnie do województwa łomżyńskiego.
Wierni Kościoła rzymskokatolickiego należą do parafii św. Stanisława Biskupa i Męczennika w Zarębach Kościelnych.